# Oakley (California)
Oakley è una città degli Stati Uniti d'America situata nella Contea di Contra Costa, nello Stato della California.